# Línea 6: El Cortijo-Centro
La  línea 6 es una de las diez líneas de autobús diurnas de la ciudad de Logroño. Posee uno de los trayectos más largos, pues conecta el barrio de El Cortijo con el centro de la ciudad. Tan solo realiza seis espediciones desde cada cabecera los días laborables, pero solo cuatro el resto de días. La lista de paradas es la siguiente:
Dirección: Centro-El Cortijo
| Conexiones                             | Nombre de la parada               |
| -------------------------------------- | --------------------------------- |
| 4, Búho 1                              | Eliseo Pinedo                     |
| 4, Búho 1                              | Marqués de la Ensenada            |
| 1, 3, 4, Búho 1                        | Monumento al Labrador             |
| 2, 3, 4, 7, Búho 1, Búho 2,Búho 3      | Torre de Logroño                  |
| 2, 3, 4, 7, 10, Búho 1, Búho 2, Búho 3 | Daniel Trevijano                  |
|                                        | Fuente de Murrieta                |
|                                        | Navarrete el Mudo                 |
|                                        | Batalla de Clavijo                |
| 3, Búho 3                              | El Cubo                           |
| 3, Búho 3                              | Blanco Lac                        |
|                                        | La Isla                           |
|                                        | Monte Rincón                      |
|                                        | Plaza de la Iglesia de El Cortijo |

Dirección: El Cortijo-Centro
| Conexiones                     | Nombre de la parada               |
| ------------------------------ | --------------------------------- |
|                                | Plaza de la Iglesia de El Cortijo |
|                                | Monte Rincón                      |
|                                | La Isla                           |
| 3                              | Blnaco Lac                        |
|                                | Batalla de Clavijo                |
|                                | Navarrete el Mudo                 |
|                                | Fuente de Murrieta                |
| 2, 3, 7, Búho 2                | Labradores                        |
| 2, 3, 4, 7, 10, Búho 1, Búho 2 | Lardero                           |
| 2, 3, 4, 7, 10, Búho 1, Búho 2 | Olimpia                           |
| 1, 3, 4, 11, Búho 1            | Monumento al Labrador             |
| 4, Búho 1                      | Marqués de la Ensenada            |
| 4, Búho 1                      | Eliseo Pinedo                     |

Nota: en la columna Conexiones aparecen todas las líneas que paran en cada parada, aparte de la línea 6.